# La Langue trop longue
La Langue trop longue est une nouvelle d’Anton Tchekhov.

## Historique
La Langue trop longue est initialement publiée dans la revue russe Les Éclats, numéro 39, du 27 septembre 1886, signée A.Tchékhonté. Aussi traduit en français sous le titre Une langue bien pendue

## Résumé
Natalia est de retour chez elle après un voyage en Crimée avec son amie Ioulia. Elle raconte à Vassia, son mari, les paysages, Yalta, les montagnes, et les guides. Elle ne les a pas vus de près, mais ils ont une réputation terrible. 
Elle raconte, outrée, le comportement d’Ioulia avec Mametkoul, son guide, alors qu’entre elle et Souléïman, il ne s’est rien passé, car il quittait sa chambre à vingt-trois heures…
Vassia dégoûté, comprend que sa femme a passé du bon temps.

## Édition française
- La Langue trop longue, traduit par Madeleine Durand et Édouard Parayre, révision de Lily Dennis, Bibliothèque de la Pléiade, éditions Gallimard, 1967  (ISBN 978 2 07 0105 49 6).